# Dunántúli Református Segítő Szolgálat
2011-ben kezdődött el formálódni a Dunántúli Református Segítő Szolgálat (DRESSZ), a Dunántúli Református Egyházkerület által alapított és fenntartott Szolgálat. A DRESSZ abból az elképzelésből indult, hogy komoly szükség van egy ilyen jellegű segítségre az Egyházkerület területén élő emberek számára. A DRESSZ 2012 tavaszán kezdte el a működését az Egyházkerület területén.

## A DRESSZ célja
A DRESSZ-nek a célja a Dunántúli református egyházkerület  területéről és gyülekezeteiből lelki- és életvezetési segítségért az intézményhez fordulókkal való törődés, és számunkra lehetőség szerint a megfelelő segítségnyújtás felkínálása. Mindezt abból a bibliai alapvetésből értelmezzük és tesszük, hogy az egyház akkor tud teljes mértékig egyház lenni, ha irgalmas, a másik embert terhei hordozásában segítő jelenléte érezhető a mindennapokban is.

## A DRESSZ célközönsége
- a lelki- és életvezetési problémákkal küzdők
- a hivatásuk végzésben elakadtak
- a családi, kapcsolati, nevelés problémákkal küzdő, vagy krízishelyzetben került személyek, családok
- intézményeknek és önsegítő csoportok

## A segítségnyújtás formái
- lelkigondozás – mentálhigiéné – szupervízió
- pszichológia – pszichiátria – családterápia – párterápia
- családsegítés- és a gyermekvédelem területén való tanácsadás

## A DRESSZ munkatársai és koordinátora
Szolgálat számára fontos, hogy lehetőleg elérhető távolságba legyen a hozzá forduló, segítséget kérők számára. Ezért igyekszik a Dunántúli református egyházkerület területén belül úgy felkínálni a segítséget, hogy az lehetőleg minél közelebb legyen a hozzá fordulók számára.
A munkatársakkal való kapcsolatfelvétel és a lehetséges legközelebbi segítő felajánlása a koordinátoron keresztül történik. A DRESSZ koordinátora Kocsev Miklós református lelkész, teológiai professzor, szupervízor